# Ivan Bajt
Ivan Bajt [ívan bájt], slovenski kulturni in prosvetni delavec, * 26. januar 1865, Ponikve na Šentviški planoti, † 5. februar 1909, Gorica.

## Življenje
Leta 1877 se je preselil v Gorico, kjer se je izučil za krojača, obenem pa ga je brat Ignacij naučil igranja na orgle. V goriški stolnici je delal kot organist in  zborovodja, bil pa je tudi predsednik 1899 ustanovljene Krojaške zadruge. Politično se je opredeljeval za katoliški tabor in bil odgovorni urednik Primorskega list.